# Edith Ortiz
Edith Ortiz es una cantante mexicana y promotora de Lenguas Originarias, soprano conocida como "La Alondra Mixteca".

## Biografía
Edith Ortiz nació en Villa de Guadalupe Victoria, San Miguel el Grande, Tlaxiaco, Oaxaca.
La música siempre formó parte de su familia, su abuelo fue músico violinista, al igual que su padre.
Estudió música en el CEDART "Miguel Cabrera" en la ciudad de Oaxaca, posteriormente en la Ciudad de México, ingresó en la Escuela Nacional de Música de la Universidad Nacional Autónoma de México.
Edith Ortiz formó parte del movimiento contemporáneo que impulsó la preservación y la difusión de los valores culturales de la lengua mixteca, convencida de la importancia que reviste su preservación y difusión”.
Ha interpretado música tradicional mexicana, de concierto, así como óperas de Giuseppe Verdi y Pietro Mascagni en diversas lenguas indígenas: mixteco, zapoteco, maya, náhuatl, mazateco, otomí, Popoluca-Mixe y chinanteco. Se ha presentado en escenarios tan importantes en el extranjero como; Nueva Zelanda, España, Estados Unidos y en México; como el Auditorio Nacional, Palacio de Bellas Artes, Alcázar Castillo de Chapultepec, Zócalo Ciudad de México, Centro Nacional de las Artes,Museo del Templo Mayor, Lunario del Auditorio Nacional, Museo de Antropología e Historia,  Monumento a la Revolución,  Centro Cultural Universitario Tlatelolco, Museo Casa del Risco, Museo  de Culturas Populares, entre otros.

## Discografía
- "Mi México". Año: 2004
- "Añoranza Mixteca". Año: 2005
- "Madrecita del Alma" con la Banda Mixe de Oaxaca. Año 2005
- "El  Ayer". Año 2007
- "Así es mi tierra" (Sua kaa ñuri). Año: 2009
- "Ita nu yuku"  (Flor del campo) Año: 2014
- "Itandeyu" (Orquídea). En 7 lenguas originarias de México. Año: 2019

## Referencias

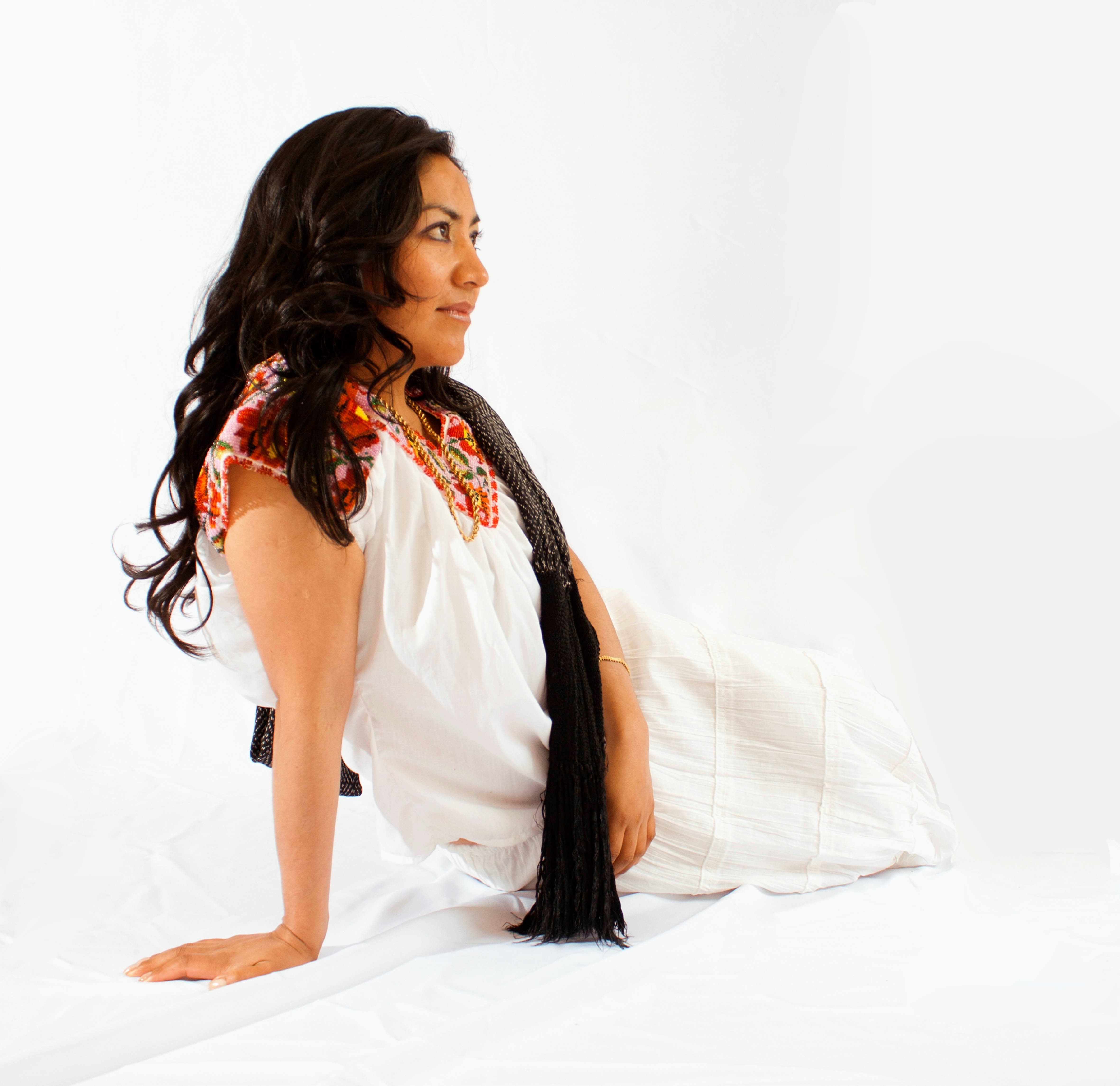
Edith Ortiz